# The Only Ones (album)
The Only Ones är den engelska rockgruppen The Only Ones debutalbum, utgivet 1978.

## Låtar
Alla låtar skrivna av Peter Perrett.
1. "The Whole of the Law" – 2:38
2. "Another Girl, Another Planet" – 3:02
3. "Breaking Down" – 4:52
4. "City of Fun" – 3:32
5. "The Beast" – 5:47
6. "Creature of Doom" – 2:35
7. "It's the Truth" – 2:07
8. "Language Problem" – 2:28
9. "No Peace for the Wicked" – 2:51
10. "The Immortal Story" – 3:57
Utgåvan från 2009 innehåller tre bonusspår
11. "Lovers of Today"
12. "Peter and the Pets"
13. "As My Wife Says"

## Medverkande
- Peter Perrett - sång, gitarr, keyboard
- John Perry - gitarr, keyboard
- Alan Mair - bas
- Mike Kellie - trummor

### Gäster
- Mick Gallagher - keyboard
- Gordon Edwards - keyboard
- Raphael Ravenscroft - saxofon
- Koulla Kakoulli - sång